# Enkirch
Enkirch település Németországban, Rajna-vidék-Pfalz tartományban. Lakosainak száma 1432 fő (2023. december 31.). Enkirch Burg, Lötzbeuren, Briedel, Raversbeuren, Irmenach, Starkenburg, Kröv és Traben-Trarbach községekkel határos.

## Népesség
A település népességének változása:
| Lakosok száma | 1848 | 1440 | 1434 | 1395 | 1442 | 1432 |
|               | 1975 | 2017 | 2019 | 2021 | 2022 | 2023 |